# USS Lake Champlain (CV-39)
USS Lake Champlain (CV-39) bio je američki nosač zrakoplova u sastavu Američke ratne mornarice i jedan od nosača klase Essex. Bio je drugi brod u službi Američke ratne mornarice koji nosi ime Lake Champlain. Služio je od 1945. do 1966. godine. Ušao je u službu pred kraj Drugog svjetskog rata. Lake Champlain je sudjelovao u Korejskom ratu i u svemirskim misijama programa Mercury i Gemini V. Jedini je brod u klasi Essex koji je prošao modernizaciju SCB-27, a da nije kasnije prošao modernizaciju SCB-125.
Povučen je iz službe 1966. godine, a 1972. je prodan kao staro željezo.

### Zajednički poslužitelj
|  | Zajednički poslužitelj ima stranicu o temi USS Lake Champlain (CV-39)    |
|  | Zajednički poslužitelj ima još gradiva o temi USS Lake Champlain (CV-39) |